# Вулька-Прусіновська
Вулька-Прусіновська (пол. Wólka Prusinowska, нім. Preußenort) — село в Польщі, у гміні Пецки Мронґовського повіту Вармінсько-Мазурського воєводства.
Населення — 27 осіб (2011).

## Демографія
Демографічна структура станом на 31 березня 2011 року:
|          | Загалом | Допрацездатний вік | Працездатний вік | Постпрацездатний вік |
| -------- | ------- | ------------------ | ---------------- | -------------------- |
| Чоловіки | 16      | 5                  | 8                | 3                    |
| Жінки    | 11      | 1                  | 8                | 2                    |
| Разом    | 27      | 6                  | 16               | 5                    |